# Roger De Corte
Roger De Corte, né le 8 août 1923 à Waarschoot et mort le 10 janvier 2010 à Waarschoot, est un coureur cycliste belge, professionnel de 1944 à 1961. Il est le fils de Raymond Decorte, coureur professionnel durant les années 1920 et 1930.

## Palmarès
- 1943
  - 2e du championnat de Belgique sur route des professionnels catégorie B
- 1946
  - Circuit des Trois villes sœurs
  - Circuit du Houtland
  - 2e du Grote Prijs Dr. Eugeen Roggeman
- 1947
  - Circuit de Flandre orientale
- 1948
  - 2e du Championnat des Flandres
  - 2e des Six Jours de Chicago
  - 3e du Circuit des monts du sud-ouest
- 1949
  - Grand Prix de l'Escaut
  - Circuit de Flandre centrale
  - 2e du Circuit de Flandre orientale
  - 2e du Grand Prix Marcel Kint
  - 2e de Bruxelles-Saint-Trond
- 1950
  - 1re étape du Tour d'Allemagne
  - 3e étape du Tour de Belgique
- 1951
  - Escaut-Dendre-Lys
  - Circuit de Flandre centrale
  - 3e des Six Jours de Francfort
  - 2e de Bruxelles-Ingooigem
- 1952
  - Grand Prix de l'Escaut
  - Tour du Limbourg
  - Grand Prix Beeckman-De Caluwé
  - 2e du Circuit des Trois Provinces (Avelgem)
  - 3e de Paris-Bruxelles
  - 3e des Six Jours de Munich
- 1953
  - Circuit de la Dendre
- 1954
  - 2e du Circuit Het Volk
  - 2e du Grote Prijs Dr. Eugeen Roggeman
- 1955
  - Circuit du Houtland
  - Grote Prijs Dr. Eugeen Roggeman
  - 2e de la Wingene Koers
- 1956
  - 3e de la Wingene Koers
- 1957
  - 3e du Grand Prix Raf Jonckheere
- 1958
  - Tour du Brabant
  - 2e du Championnat des Flandres
  - 2e du Circuit du Houtland
  - 2e de Bruxelles-Izegem
  - 3e du Circuit Het Volk
  - 3e du Circuit des Trois villes sœurs
- 1960
  - 3e des Six Jours de Lille